# Pristipomoides freemani
Pristipomoides freemani là một loài cá biển thuộc chi Pristipomoides trong họ Cá hồng. Loài này được mô tả lần đầu tiên vào năm 1966.

## Từ nguyên
Từ định danh freemani được đặt theo tên của nhà sinh vật biển Harry W. Freeman (1923 – 2012), người đã hướng Anderson đến việc nghiên cứu về ngư học.

## Phạm vi phân bố và môi trường sống
P. freemani có phân bố dọc theo Tây Đại Tây Dương, từ bờ đông nam Hoa Kỳ trải dài về phía nam đến Uruguay.
P. freemani sống tập trung trên các rạn san hô ở độ sâu khoảng từ 50 đến ít nhất là 220 m (thường là khoảng 50–150 m).

## Mô tả
Chiều dài cơ thể lớn nhất được ghi nhận ở P. freemani là 23,3 cm. Cá có màu vàng cam hoặc ửng đỏ ở thân trên và lưng, thân dưới và bụng màu xám bạc hoặc phớt hồng. Mống mắt màu vàng nhạt. Vây lưng có viền vàng. Vây đuôi màu đỏ cam ở gốc, hai thùy màu vàng, hơi phớt đỏ. Các vây khác trong mờ hoặc hơi trắng.
Số gai ở vây lưng: 10; Số tia vây ở vây lưng: 10–11; Số gai ở vây hậu môn: 3; Số tia vây ở vây hậu môn: 8; Số tia vây ở vây ngực: 15–17; Số vảy đường bên: 49–51.

## Sinh thái
P. freemani là những loài cá nhỏ, động vật giáp xác và động vật thân mềm.

## Thương mại
Do có kích thước khá nhỏ nên P. freemani không mấy được quan tâm trong ngành ngư nghiệp.